# Laurentius Hoffmann
Laurentius Hoffmann (* 12. April 1582 in Halle; † 30. Dezember 1630 ebenda) war ein deutscher Mediziner und Naturforscher.

## Leben und Werk
Laurentius Hoffmann wuchs in einer Familie mit medizinischem Hintergrund auf. Sein Vater war der Apotheker Laurentius Hoffmann (* 1540; † 1593?) und seine Mutter Elisabeth Holzwirth (*/† 1633), Tochter eines Bürgers und Apothekers. Nach dem Tod seines Vaters heiratete seine Mutter den kursächsischen Leibarzt Balthasar Brunner, wodurch Hoffmann in direkten Kontakt mit der medizinischen Praxis kam.
Er begann seine berufliche Laufbahn, indem er die gesammelten Werke seines Stiefvaters Balthasar Brunner 1617 herausgab. In Halle gründete er ein Naturalienkabinett mit dem Namen „Thaumatophylakion“, das er 1626 selbst beschrieb. Am 24. Juni 1626 wurde er zum Leibarzt von Johann Georg I. ernannt und am 1. Juli desselben Jahres zusammen mit den Leibärzten Balthasar Hahn und Peter Heig vereidigt. Zu seinen Konditionen zählten ein Gehalt von 500 fl., acht Schragen Buchenholz, kostenloser Transport auf Reisen und Verpflegung wie für die Räte.
Sein Epitaph befand sich ursprünglich in der Ulrichskirche in Halle, wurde jedoch 1885 bei Restaurierungsarbeiten entfernt. Teile davon befinden sich heute im Gotischen Gewölbe der Kunstmuseums Moritzburg.

## Familie
Laurentius Hoffmann heiratete Maria Brunner (* 1587), die Tochter seines Stiefvaters aus dessen erster Ehe mit Martha Lauer († 1594). Das Paar hatte einen Sohn, Laurentius Hoffmann, der sich 1628 an der Universität Leipzig einschrieb. Sein Bruder, Andreas Hoffmann (* 1592; † 1665), war Apotheker und Ratskämmerer in Halle. Er heiratete Gertraud Seyfarth, Tochter des Kämmerers Friedrich Seyfarth. Ihr Sohn Friedrich Hoffmann (* 1626; † 1673) wurde ebenfalls Arzt und diente als fürstlich magdeburgischer Leibarzt. Friedrichs Sohn, ebenfalls Friedrich Hoffmann (* 1660; † 1742), war ein bekannter Arzt, Professor, Geheimer Rat und königlich preußischer Leibarzt. Er heiratete Anna Dorothea Herstel, deren Vater Apotheker in Clausthal war. Das Paar hatte mehrere Kinder, darunter Friedrich Hoffmann (* 1703; † 1766), ein königlich preußischer Hofrat und Professor der Medizin. Er war mit Christina Carolina Sellentin (* 1723; † 1783) verheiratet. Nach seinem Tod heiratete sie Christian Andreas von Cothenius, einen renommierten Arzt und ehemaligen Schüler Hoffmanns.